# Erosaria
Erosaria ist eine Schnecken-Gattung aus der Familie der Kaurischnecken (Cypraeidae).

## Merkmale
Die Gehäuse sind klein bis mittelgroß (ca. 2 bis 5 cm). Sie sind oval mit einer flachen Unterseite. Die Ränder sind sekundär verdickt. Die Mündungszähne sind kräftig entwickelt, die Fossula ist klein bis moderat eingesenkt. Die Oberseite der Gehäuse zeigt typischerweise ein Fleckenmuster.

## Vorkommen, Verbreitung und Lebensweise
Die Arten dieser Gattung kommen kosmopolitisch in den tropischen bis warm gemäßigten Zonen vor. Sie leben in flachem, aber z. T. auch etwas tieferen Wasser von Korallenriffen und felsigen Küsten. Einige Arten leben auch auf Sandböden oder schlammigem Grund.

## Systematik
Die Gattung Erosaria wurde von Franz Hermann Troschel 1863 aufgestellt; Typusart ist Cypraea erosa Linné, 1758. Die Gattung wird von manchen Autoren lediglich als Untergattung von Cypraea aufgefasst (z. B. Wilson, 1993).
Hier wird die systematische Zuordnung der Arten gezeigt, wie sie von Felix Lorenz beschrieben wird. Andere Systematiker sehen das im Einzelfall anders. So wird zum Beispiel die Art M. caputserpentis in manchen taxonomischen Systemen in dieser Gattung geführt, woanders ist M. caputserpentis eine Art der Gattung Monetaria.

## Arten
- Erosaria acicularis Gmelin, 1791
- Erosaria albuginosa Gray, 1825
- Erosaria beckii Gaskoin, 1836
- Erosaria bernardi Richard, 1974
- Erosaria boivinii Kiener, 1843
- Erosaria cernica Sowerby, 1870
- Erosaria citrina Gray, 1825
- Erosaria eburnea Barnes, 1824
- Erosaria englerti Summers & Burgess, 1965
- Erosaria erosa Linnaeus, 1758
- Erosaria gangranosa Dillwyn, 1817
- Erosaria helvola Linnaeus, 1758
- Erosaria irrorata Gray, 1828
- Erosaria labrolineata Gaskoin, 1849
- Erosaria lamarckii Gray, 1825
- Erosaria macandrewi Sowerby, 1870
- Erosaria marginalis Dillwyn, 1827
- Erosaria miliaris Gmelin, 1791
- Erosaria nebrites Melvill, 1888
- Erosaria ocellata Linnaeus, 1758
- Erosaria ostergaardi Dall, 1921
- Erosaria poraria Linnaeus, 1758
- Erosaria spurca Linnaeus, 1758
- Erosaria thomasi Crosse, 1865
- Erosaria turdus Lamarck, 1810